# Messingen
Messingen est une commune allemande de l'arrondissement du Pays de l'Ems en Basse-Saxe.

## Géographie

## Démographie
| 1850 | 1900 | 1950 | 2006  |
| ---- | ---- | ---- | ----- |
| 702  | 621  | 979  | 1 184 |